# 馬祖耳蕨
馬祖耳蕨（学名：Polystichum tsus-simense）为鱗毛蕨科耳蕨屬下的一个种。

## 扩展阅读
- 維基物種上的相關：馬祖耳蕨